# Wadaad-Schrift

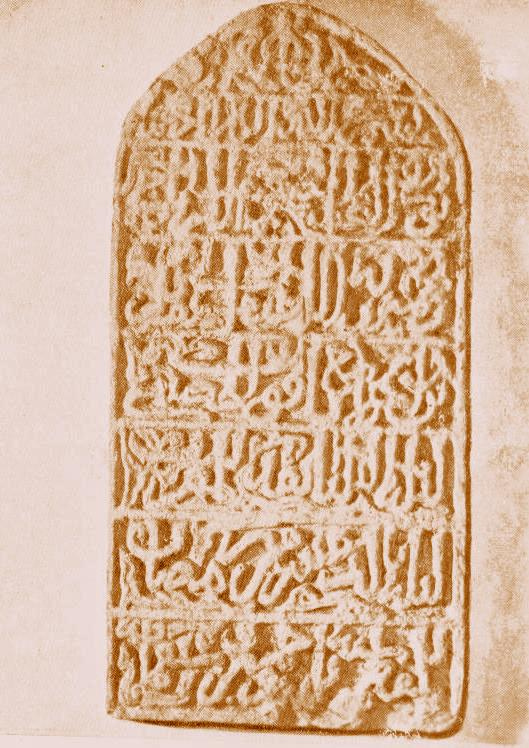
Somalisch-arabische Steintafel aus dem 14. Jahrhundert

Als Wadaad-Schrift (arabisch كتابة وداد, DMG kitābat Wadād) oder Schrift der Wadaad werden Anwendungen des arabischen Alphabets für die somalische Sprache bezeichnet. Unter diesen Begriff fiel zunächst „ungrammatikalisches Arabisch, das einige somalische Wörter enthält“, wie es über Jahrhunderte hinweg von Religionsmännern (wadaads und Scheichs) für Kassiden, von Händlern im geschäftlichen Kontext, zum Schreiben von Briefen und in Petitionen gebraucht wurde. Im 19. und 20. Jahrhundert wurden auch verschiedene Anpassungen der arabischen Schrift entwickelt, um reines Somali zu schreiben.

## Geschichte
Scheich Yuusuf bin Ahmed al-Kawneyn (Aw Barkhadle) führte im 13. Jahrhundert das arabische Alphabet bei den Somali ein. Er befasste sich mit der Phonologie des Somali, um eine eigene Nomenklatur für die Vokale des Arabischen zu entwickeln. Diese diente zunächst dazu, seinen Schülern die arabische Schrift und das Lesen des Korans beizubringen, sie ermöglichte aber auch das Schreiben von (in unterschiedlichem Ausmaß) mit Somali-Wörtern vermischtem Arabisch. Von der Somali-Bevölkerung konnte eine kleine Minderheit sehr gut Arabisch lesen und schreiben und produzierte vor allem sufistische Literatur in arabischer Sprache. Ein größerer Teil hatte etwas Lese- und Schreibkenntnisse und verwendete die Mischung von Somali und Arabisch vor allem im Kontext von Religion und Handel.
Ein wesentlicher Unterschied zwischen Arabisch und Somali, der die Anwendung des arabischen Alphabets für die somalische Sprache erschwert, besteht darin, dass das Somali reich an Vokalen ist, die zudem oftmals bedeutungsunterscheidend sind, während das Arabische eher vokal-arm ist und Vokale vielfach auch weglässt. In Texten in Wadaad-Schrift sind kurze Vokale meist weggelassen, sodass sie sehr schwer zu lesen sind, wenn die Wortbedeutung nicht durch den Kontext klar wird. Die fehlende Grammatik erschwert das Verständnis zusätzlich.
1887 veröffentlichte der Captain der indischen Armee J.S. King zwei Artikel in Indian Antiquary, in denen er eine mit Hindustani vermischte arabische Schrift für das Somali vorschlug. 1919 entwickelte der Qadiriyya-Scheich Uways al-Barawi eine stärker an das Somali angepasste Form der arabischen Schrift, die er für Kassiden auf Somali verwendete. 1938 veröffentlichte hingegen Scheich Mahamad Abdi Makaahiil aus dem nordsomalischen Isaaq-Clan sein Werk The institution of modern correspondence in the Somali language in mit Standard-Arabisch geschriebenem Somali. Muuse Haaji Ismaaiil Galaal veröffentlichte in den 1950er Jahren eine radikaler veränderte Variante des arabischen Alphabets mit neuen Vokalzeichen. Seine Variante konnte sich jedoch bei den wadaads nicht durchsetzen, da sie zu stark vom klassischen (koranischen) Arabisch abweicht. Somalische Nationalisten, die sich um eine Vereinheitlichung und Verschriftung ihrer Sprache bemühten, wandten sich hingegen eher eigens für das Somali entwickelten Schriften wie der Osmaniya-Schrift und später der lateinischen Schrift zu. 1972 wurde unter Siad Barre offiziell die lateinische Schrift eingeführt.